# 布氏副青眼魚
布氏副青眼魚（學名：Parasudis fraserbrunneri）為輻鰭魚綱仙女魚目青眼魚亞目青眼魚科的一種，分布於東南太平洋智利海域，屬深海底棲性魚類，深度100-700公尺，體長可達25.3公分，棲息在大陸坡底層水域，生活習性不明。

## 擴展閱讀
維基物種上的相關：布氏副青眼魚